# Jesús Guerrero (guitarrista)
Francisco Jesús Guerrero Fontao (Cádiz, 20 de septiembre de 1985), conocido artísticamente como Jesús Guerrero, es un guitarrista flamenco español.

## Biografía
Criado y residente en San Fernando, Jesús Guerrero se inicia en el toque de guitarra a los diez años, en Jerez de la Frontera, con el maestro José Luis Balao. Poco después toma contacto con el mundo del flamenco en la Venta de Vargas de San Fernando, empezará acompañando en alguna ocasión a cantaores como Rancapino o Chato de la Isla. Años después será guitarrista oficial del Concurso Nacional Memorial Camarón de la Isla, e inicia su trayectoria como acompañamiento al cante. A los diecinueve años participó en el XXII Certamen Internacional de Guitarra Flamenca organizado por la peña Los Cernícalos, resultando finalista. El año siguiente colabora en el Festival Internacional de Flamenco de Jerez de la Frontera, acompañando a las bailaoras Ángeles Gabaldón y Rosario Toledo. Al mismo tiempo colaboró con el pianista Sergio Monroy en varios festivales, como el Festival de Jimena.
Tras graduarse en magisterio de educación musical, en 2008 se muda a Sevilla donde trabaja en diversos tablaos: El Arenal, Los Gallos, o en el Auditorio Álvarez Quintero. También colabora en ese mismo año en la Bienal de Flamenco de Sevilla 2008, en el espectáculo de David Morales El Indiano, acompañando a la bailaora Rosario Toledo. En 2009 compuso la música junto al guitarrista Manuel Parrilla para el espectáculo Escuela de Arte de El Carpeta, con quien participó en la película Flamenco, flamenco de Carlos Saura. Su guitarra ha sido cómplice del baile de Farruquito, Andrés Peña o Eva Yerbabuena.
Ha acompañado a artistas como Miguel Poveda —asiduamente en los últimos años—, Carmen Linares, Marina Heredia, Niña Pastori, Ana Morales Moreno, Joaquín Grilo, Rafael Estévez, Nani Paños, Rafael Campallo, Farruco, La Farruca, Rubén Olmo, Pilar Ogalla, Úrsula López, Choro Molina, Rocío Márquez, Esperanza Fernández o Alba Carmona —su cónyuge desde 2016—. Su primer disco como solista fue Calma en 2016, un disco flamenco, estilo del que parte para integrar las influencias que durante estos últimos años ha asimilado de otros corrientes musicales como el jazz, la música brasileña o la música de raíz.
En abril de 2024 junto a la voz de Miguel Poveda publica el disco Poema del cante jondo en el que pone música al poemario homónimo del poeta Federico García Lorca. Fue Premio Fatiguillo al toque de acompañamiento en la Bienal de Flamenco de Sevilla 2024.